# Endemismo

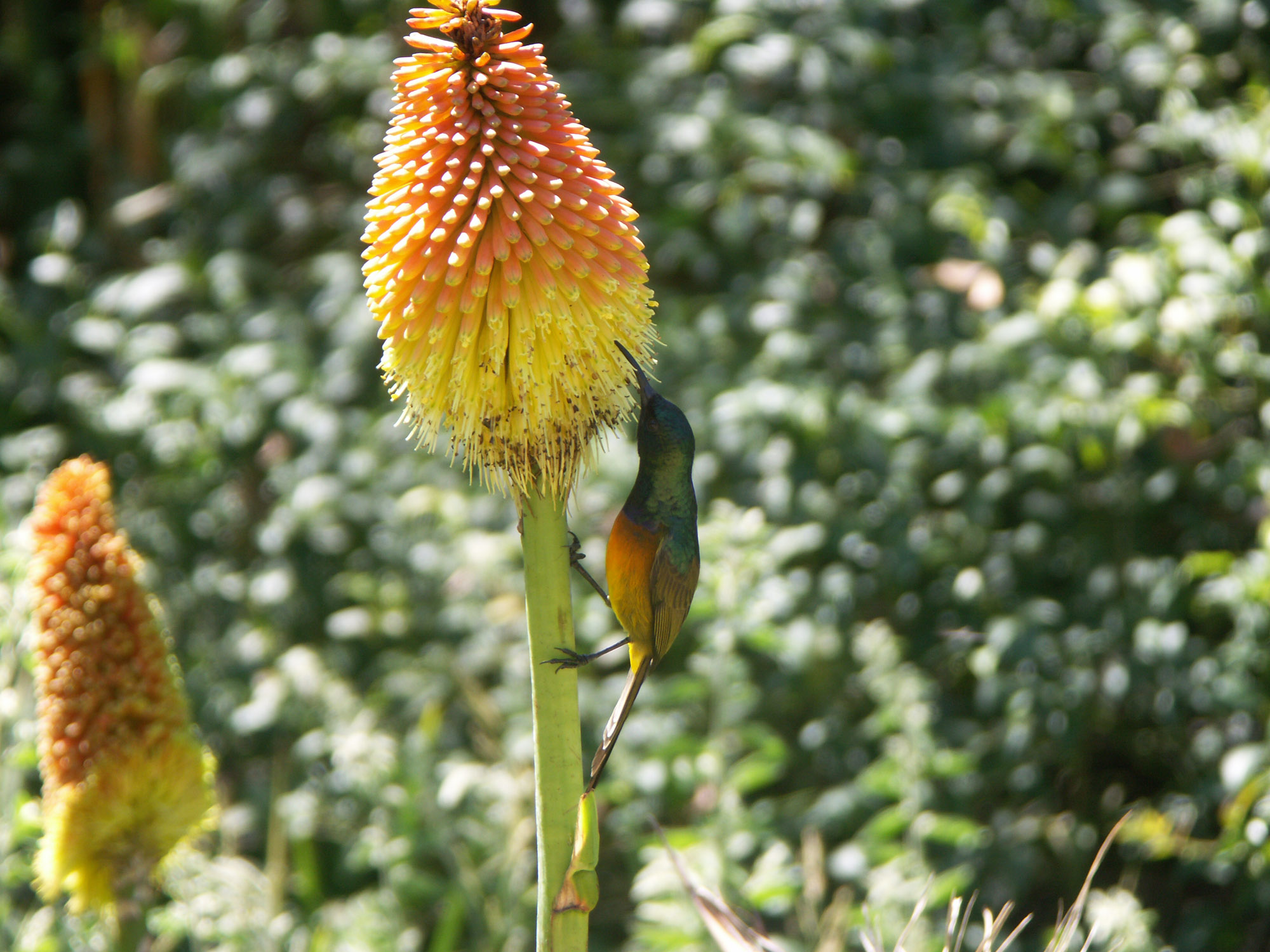
O pássaro-sol de peito laranja (Nectarinia violacea) é encontrado exclusivamente na África do Sul

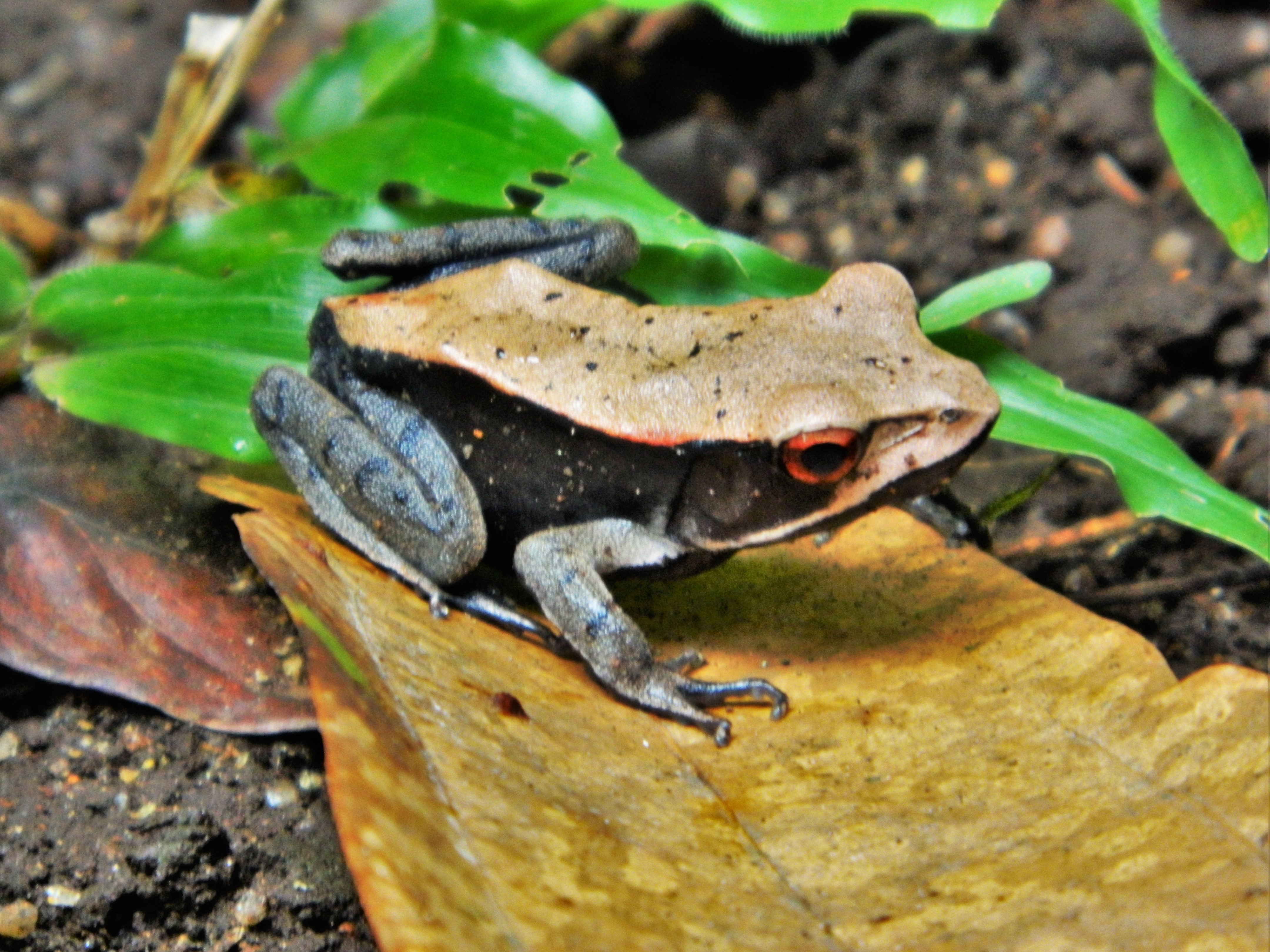
O sapo bicolor (Clinotarsus curtipes) é endêmico dos Gates Ocidentais da India

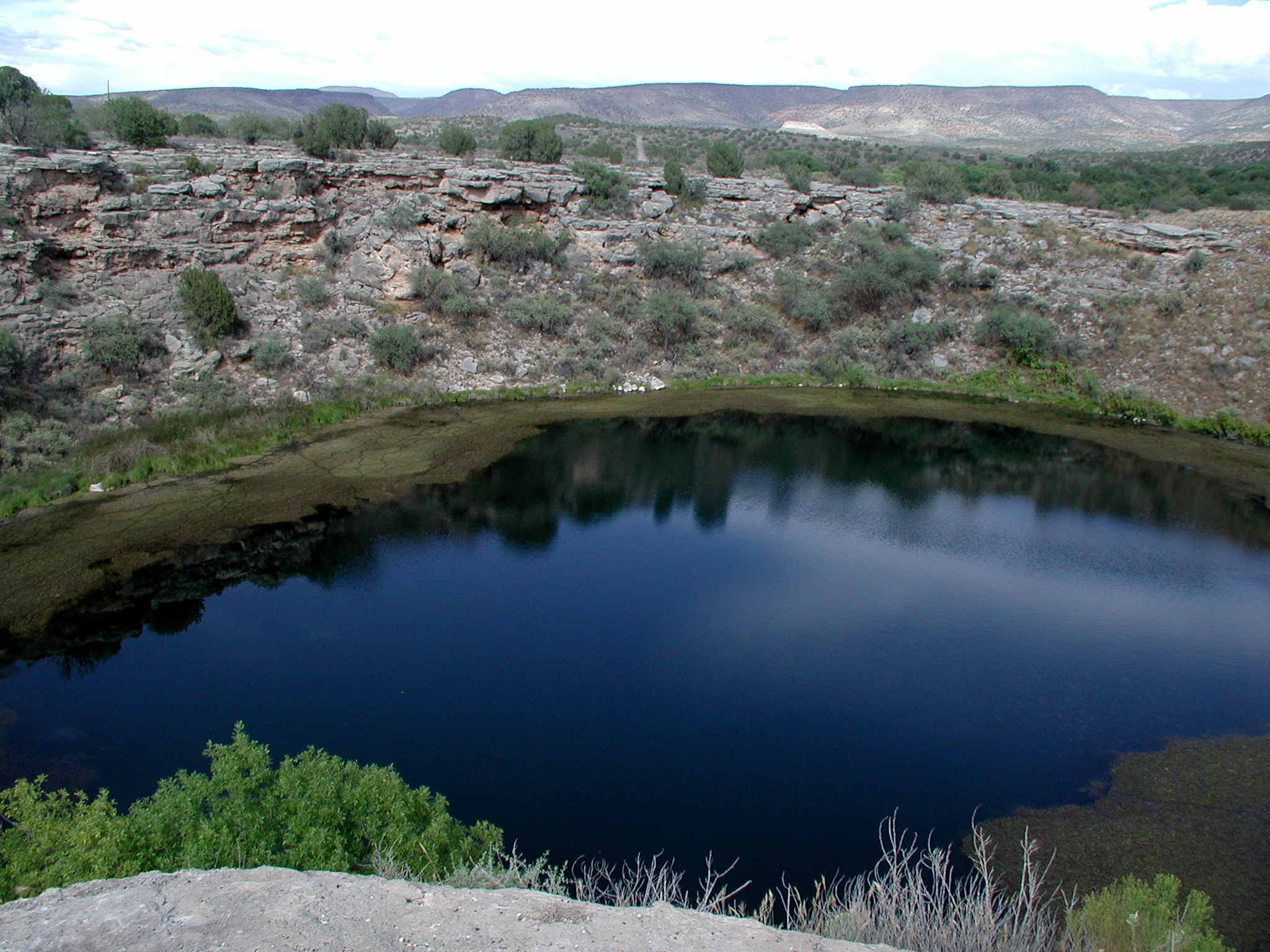
O poço Montezuma, no Vale Verde do Arizona, contém pelo menos cinco espécies endêmicas encontradas exclusivamente no sumidouro

Em biologia, especificamente na botânica e zoologia chamam-se endemismos (do grego endemos, ou seja, indígena) grupos taxonómicos que se desenvolveram numa região restrita. Essas espécies são chamadas de endémicas (português europeu) ou endêmicas (português brasileiro).
Em geral o endemismo é resultado da separação de espécies, que passam a se reproduzir em regiões diferentes, dando origem a espécies com formas diferentes de evolução. O endemismo é causado por mecanismos de isolamento, alagamentos, movimentação de placas tectônicas. Por exemplo, devido à deriva continental, as espécies de Madagáscar ou da Austrália são exemplos flagrantes de endemismos.
A ocorrência desses endemismos depende por isso da mobilidade dos organismos. As plantas e peixes de água doce são os mais afetados por processos endémicos, visto que a mobilidade é feita de forma mais restrita do que as aves ou mamíferos.
Algumas doenças e pragas, ao serem próprias de determinadas regiões, por decorrerem de factores ecológicos específicos dessas regiões, são também endémicas.
Podemos classificar os endemismos, principalmente na área da botânica, quanto à sua origem, em: endemismos autóctones, endemismos paleogénicos (ou relíquias) e endemismos neogénicos. A Mata Atlântica é um dos biomas mais ricos em plantas endêmicas do mundo.

## Endemismo paleogénico
Ocorrem endemismos paleogénicos quando uma dada espécie, bastante disseminada em épocas remotas, subsiste, num determinado momento, numa área restrita. A Ginkgo biloba, actualmente espontânea apenas no sul da China, por exemplo, pertencia a um grupo de gimnospérmicas bastante comum no Jurássico e no Cretácico mas cujos representantes desapareceram quase por completo. Percebe-se, por isso, que se designem como relíquias tais endemismos.

## Endemismos neogénicos
São endemismos neogénicos aqueles que resultam da evolução (por mutação ou outro factor) de uma espécie em eras recentes, não tendo tido o grupo biológico tempo para se disseminar para uma área mais extensa. É exemplo deste género de endemismo a espécie Saxifraga cintrana, presente na Serra de Sintra, Montejunto e Serra de Aire e Candeeiros.

## Área endémica
As áreas de endemismo ou áreas endémicas, são consideradas regiões geográficas delimitadas a partir da combinação de áreas de distribuição de espécies ou táxons endêmicos de uma determinada região, sendo a área de distribuição aquela área ocupada pela espécie em um momento específico; a determinação da área de distribuição reflete o conhecimento atual que se tem sobre a distribuição da espécie, bem como de outros critérios.
Os padrões de distribuição que geram os padrões de endemismo respondem a uma série de processos que atuaram ao longo do tempo. As áreas de endemismo podem ser consideradas unidades históricas por refletirem a história dos organismos, a qual é fundamental na definição de qualquer padrão biogeográfico. Deste modo, é necessário utilizar informação sobre a filogenia dos organismos na determinação das áreas endêmicas.
É importante saber que as áreas de endemismo são hipóteses que podem ser testadas ou modificadas de acordo com a obtenção de novos dados de distribuição, podendo dar suporte à hipótese ou falseá-la.
Tem-se implementado diferentes métodos para o reconhecimento de uma área endêmica. O problema metodológico para a determinação das áreas é identificar o nível de congruência espacial necessário entre as espécies para considerar uma área como endêmica. Um dos aspectos mais simples considerados nestes métodos é que a extensão da área deve ser menor que os limites das distribuições das espécies.
A pan-biogeografia forneceu metodologias adequadas que foram utilizadas na determinação das áreas de endemismo. O “Método dos traços” é um método que se baseia na união de pontos de distribuição de espécies a traves de linhas para estabelecer um patrão de distribuição; a área endêmica pode estar representada na sobreposição de dois ou mais traços. O “Método de Análise Parcimoniosa de Endemicidade” (PAE) utiliza a informação de presença e ausência para construir uma matriz de dados e com ajuda de um programa computadorizado com algoritmo de parcimônia gera hipóteses falseáveis ao maximizar a congruência de distribuição de tantos táxons quanto possível. O “Programa Endemismo e Visualizador de Endemismo” utiliza algoritmos que permitem obter valores de endemicidade para quadriculas estabelecidas; o valor se calcula de acordo com o ajuste das localidades das espécies endêmicas localizadas nas áreas.